# 基馬斯湖
64°24′48″N 31°10′53″E / 64.4133°N 31.1814°E
基馬斯湖（俄语：Кимасозеро），是俄羅斯的湖泊，位於該國西北部，由卡累利阿共和國負責管轄，面積33.8平方公里，海拔高度141.5米，湖岸線長度96.6公里，集水區面積2,459平方公里，平均水深3.3米，最大水深22.5米。